# Pokémon Apokélypse
Pour plus de détails, voir Fiche technique et Distribution.
Pokémon Apokélypse est un court-métrage canadien, de type fanfilm, réalisé par Barry Liu et Kial Natale, diffusé pour la première fois en septembre 2010 sur Internet. 
Basé sur l'univers du jeu vidéo ainsi que de la série animée Pokémon, ce court-métrage se situe plusieurs années après les événements de la série. Le film a pour but de donner une version plus mûre et sombre de l'univers de Pokémon, répondant à une certaine tendance de faire des films, basés sur des franchises populaires et en y ajoutant de la noirceur.
D'abord prévu pour être diffusé lors de la convention « Anime Evolution » de Vancouver (13-15 août 2010), la diffusion fut annulée à cause de problèmes techniques. Plus tard, le 14 septembre 2010, un extrait de la vidéo, d'une durée de trente secondes, fut envoyé par e-mail à plusieurs sites et médias. Cet extrait était défini comme le « teaser pour la sortie d'un film secret », actuellement en développement. La totalité de la vidéo, d'une durée de deux minutes et cinquante secondes cette fois-ci, fut postée le 20 septembre 2010 sur Internet.

## Synopsis
Les événements se déroulent plusieurs années après ceux de la série Pokémon et se déroulent dans la ville fictive de Céladopole.
Le personnage principal, Sacha (Ash, Lee Majdoub), malgré les années ayant passé, rêve toujours d'atteindre son objectif, à savoir être le meilleur dresseur Pokémon du monde. Néanmoins, les temps ont bien changé. Les combats de Pokémon sont désormais interdits, classés comme de la cruauté envers les animaux, entraînant la fermeture des arènes et la disparition des champions.
Cependant, les combats perdurent dans les bas-fonds de Céladopole, dans des matchs violents, illégaux et sans presque aucune règle. Malgré les avertissements de son ami Pierre (Brock, Kial Natale), Sacha décide de participer à un de ces combats avec son Pokémon Pikachu.
Alors qu'il vient de s'inscrire, il est convoqué par Giovanni (David Quast), leader de la Team Rocket et membre assez influent de ses combats, qui tente de soudoyer Sacha pour son premier match. Le dresseur refuse catégoriquement mais Giovanni menace son mentor, le professeur Chen (Oak, Richard Toews), ainsi que son amie Ondine (Misty, Rebecca Strom).
Sacha accepte l'offre pour proteger les siens ; mais le combat tourne mal et Pikachu est très grièvement blessé à la fin du combat. Une altercation entre Sacha, Ondine et Pierre face à Jessie (Julia Lawton), James (Gharret Patrick Paon) et Miaouss, sbires de la Team Rocket, a lieu après le combat.
Rongé par les remords, Sacha décide d'aller rendre l'argent à Giovanni et lui annonce qu'il quitte la ligue. Furieux, le leader envoie Jessie, James et Miaouss (Meowth) pour faire payer à Sacha cet affront. Les sbires de la Team Rocket menacent Ondine, torturent Pierre et tuent le professeur Chen.
Le film montre ensuite Sacha et ses amis en train de lutter contre les membres de la Team Rocket et tenter de surmonter les obstacles pour les arrêter. La dernière image du film montre Ondine demandant à Sacha quand cela va-t-il s'arrêter et lui répondant « quand je les aurai tous attrapés ».

## Fiche technique
- Titre : Pokémon Apokélypse
- Réalisation : Barry Liu et Kial Natale
- Scénario : Kial Natale, Dylan Innes et Lee Majdoub
- Musique : David Mesiha
- Directeurs de la photographie : Kial Natale, Nelson Talbot et Graham Talbot
- Production : Dylan Innes, Lee Majdoub et Kial Natale
- Éditeur : Nicholas Porteous
- Matériel technique :
  - Opérateur caméra : Cédric Yu
  - Assistant caméra : David McDonald
- Concepteur des décors : Katherine Atkinson
- Concepteur du son : Aaron Kelsh
- Coordinateur des figurants : Tarek Suliman

Sauf mention contraire, les informations proviennent de l'Internet Movie Database

## Distribution
- Lee Majdoub : Sacha (Ash)
- Kial Natale : Pierre (Brock)
- Rebecca Strom : Ondine (Misty)
- David Quast : Giovanni
- Julia Lawton : Jessie
- Gharrett Patrick Paon : James
- Richard Toews : Professeur Chen (Oak)
- Jason Lee Fraser : Boureau de la Team Rocket

Sauf mention contraire, les informations proviennent de l'Internet Movie Database